# Tsitsutl Peak
Tsitsutl Peak är en bergstopp i Kanada.   Den ligger i provinsen British Columbia, i den sydvästra delen av landet, 3 700 km väster om huvudstaden Ottawa. Toppen på Tsitsutl Peak är 2 495 meter över havet.
Terrängen runt Tsitsutl Peak är huvudsakligen kuperad. Tsitsutl Peak är den högsta punkten i trakten. Trakten runt Tsitsutl Peak är nära nog obefolkad, med mindre än två invånare per kvadratkilometer.. Det finns inga samhällen i närheten.
I omgivningarna runt Tsitsutl Peak växer i huvudsak barrskog.